# چلچله ماسکارن
چلچله ماسکارن (نام علمی: Phedina borbonica) نام یک گونه از سرده چلچله‌های قهوه‌ای است.